# Kobra plująca

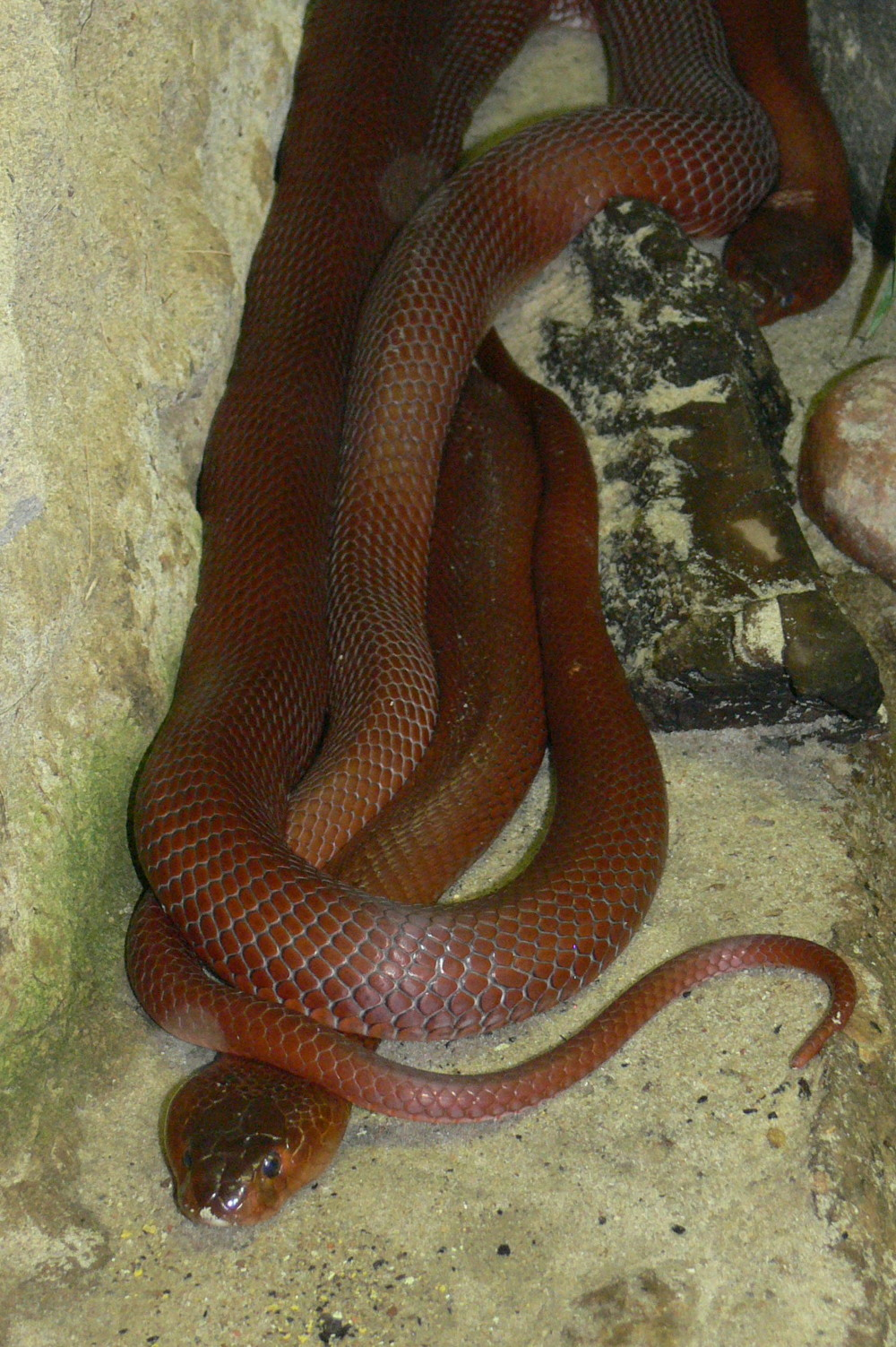
(Naja pallida)

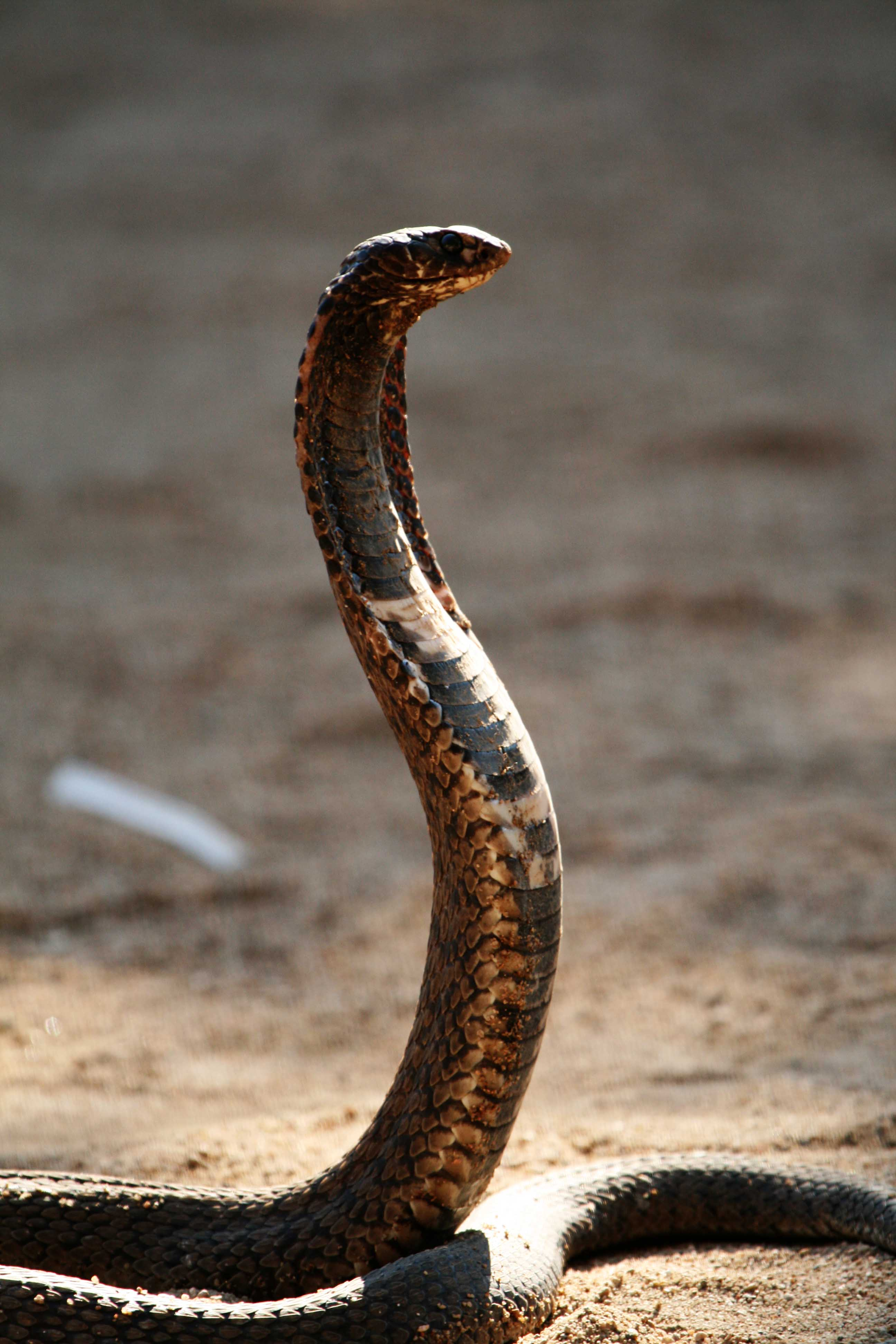
Południowoafrykańska "kobra" plująca (Hemachatus haemachatus)

Kobra plująca – zbiorcze określenie różnych gatunków jadowitych węży, zarówno afrykańskich, jak i południowoazjatyckich, posiadających zdolność tryskania jadem w celu obrony, zwłaszcza w okresie godowym. Jad kierowany jest w cel z dużym stopniem dokładności. 
Niektóre gatunki określane mianem "kobry plujące":
afrykańskie:
- Naja ashei
- Naja katiensis
- Naja mossambica
- Naja nigricollis
  - Naja nigricollis nigricollis
  - Naja nigricollis nigricincta
  - Naja nigricollis woodi
- Naja nubiae
- Naja pallida
- Hemachatus haemachatus

azjatyckie:
- Naja philippinensis
- Naja samarensis
- Naja siamensis
- Naja sputatrix
- Naja sumatrana

Osiągają długość do trzech metrów. 